# Listă de preoți greco-catolici români
Aceasta este o listă de preoți greco-catolici români:
- Ion Agârbiceanu (1882–1963), protopop al Clujului, scriitor
- Simion Balint
- Alimpiu Barbulovici
- Octavian Bârlea, istoric
- Matei Boilă, deținut politic, senator PNȚCD
- Ilie Borz (1912–1954), paroh la Drighiu, deținut politic, decedat la Aiud
- Alexandru Borza (1887–1971), botanist, membru al Academiei Române, protopop al Clujului
- Ioan M. Bota
- Laurențiu Bran (1865–1942), traducător, paroh în Săplac
- Tit Bud (1846–1917), protopop de Sighet, culegător de folclor, publicist
- Ioan Budai-Deleanu
- Anton Buga
- Augustin Bunea
- Vasile Cerghizan
- Vasile Chindriș (preot)
- Timotei Cipariu (1805–1887), filolog, membru fondator al Academiei Române
- Vasile Coloși (1779–1814), protopop de Săcărâmb, filolog și lexicograf
- Valer Comșa (1877-1922), protopop de Făgăraș
- Valentin Coposu (1886-1941), paroh la Bobota
- Horia Cosmovici
- Gherontie Cotorea
- Vasiliu Criste
- Vasile Cristea
- Traian Crișan
- Grigore Dogaru
- Alexandru Filipașcu
- Ioan Georgescu (canonic)
- Vladimir Ghika
- Alexandru Grama
- Ioan Hațeganu (1847–1931), protopop de Cojocna
- Vasile Hotico
- Francisc Hubic, compozitor
- Aurel Leluțiu
- Ioan Lemeni
- Ioan Lobonțiu
- Vasile Lucaciu
- Grigore Maior
- Petru Maior
- Leon Man
- Ștefan Manciulea (1894–1985), profesor de geografie, deținut politic
- Samuil Micu
- Victor Mihaly de Apșa
- Anton Moisin
- Octavian Moisin
- Gheorghe Moiș
- Ioan Micu Moldovan
- Ștefan Moldovan
- Teodor Murășanu
- Alexandru Nicula
- Ioan Olteanu
- Pompeiu Onofreiu
- Liviu Victor Pandrea
- Ioan Para
- Zenovie Pâclișanu (1886–1957), vicar general pentru Vechiul Regat, istoric, membru corespondent al Academiei Române, deținut politic
- Emil Puni
- Nicolae Pura (1913-1981), rector al Academiei Teologice din Cluj, deținut politic
- Alexandru Rațiu
- Basiliu (Vasile) Rațiu  (1783–1870), paroh de Ocna Mureș, protopop de Turda
- Nicolae Rațiu
- Grigore Rițiu (1892-1969), paroh în Săpânța, profesor de română și latină
- Coriolan Sabău
- Mihail Simovici
- Ioan Simu (1875–1948), protopop în Sebeșul Săsesc
- Victor Smigelschi (profesor)
- Coriolan Suciu
- Ioan Taloș
- Coriolan Tămâian (1904-1990), rector al Academiei Teologice din Oradea, deținut politic
- Nicolae Togan (1849–1935), protopop al Sibiului, istoric
- Isidor Toniuc
- Vasile Zăpârțan